# Campeonato Sudamericano de Football 1924
Il Campeonato Sudamericano de Football 1924 fu l'ottava edizione della Coppa America di calcio. Fu organizzato nuovamente dall'Uruguay e tutte le partite si disputarono al Parque Central di Montevideo dal 12 ottobre al 2 novembre 1924.
Per la verità in un primo tempo la CONMEBOL aveva proposto di ospitare il torneo al Paraguay, che però si vide costretto a rifiutare, non disponendo delle infrastrutture necessarie per ospitare un evento di questo genere. A quel punto fu di nuovo proposto all'Uruguay, anche per omaggiare la nazionale che pochi mesi prima aveva vinto la medaglia d'oro nel torneo di calcio di Olimpiadi di Parigi. Per correttezza, il Paraguay rimborsò all'Uruguay l'intera spesa sostenuta per ospitare l'evento.

## Nazionali partecipanti
| N° | Nazione   | Iscrizione CONMEBOL | Note                                             |
| -- | --------- | ------------------- | ------------------------------------------------ |
| 1  | Argentina | 1916                |                                                  |
| 2  | Brasile   | 1916                | Rinuncia                                         |
| 3  | Cile      | 1916                |                                                  |
| 4  | Uruguay   | 1916                | Detentore Coppa America 1923 e nazione ospitante |
| 5  | Paraguay  | 1921                |                                                  |

## Formula

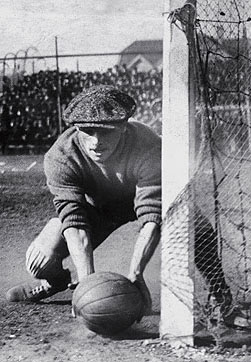
Américo Tesoriere

La formula prevedeva che le quattro squadre partecipanti si affrontassero in un unico girone all'italiana, la cui prima classificata avrebbe vinto il torneo. Per ogni vittoria si attribuivano 2 punti, 1 per ogni pareggio e 0 per ogni sconfitta.

## Riassunto del torneo
La nazionale uruguaiana, fresca vincitrice del torneo olimpico, era la grande favorita. La Celeste, le cui file erano integrate da celebri calciatori quali Nasazzi, Cea, Petrone, Andrade, Scarone e Urdinarán, poteva oltretutto contare sul fattore campo. I pronostici furono rispettati: l'Uruguay travolse Cile (5-0) e Paraguay (3-1), mentre l'Argentina, l'unica che sulla carta poteva ostacolare la Celeste, fu bloccata all'esordio dai paraguaiani (0-0). L'Uruguay poté così amministrare il punto di vantaggio con un comodo pareggio (0-0) nello scontro diretto con gli argentini, confermandosi campione e prima nazionale del calcio sudamericano.
Tra i protagonisti del torneo si segnalò il portiere argentino Américo Tesoriere, le cui parate mantennero imbattuta la porta della nazionale albiceleste per tutta la durata della manifestazione. Nella sfida del 2 novembre contro l'Uruguay, Tesoriere compì parate tanto belle che il pubblico gli tributò un lungo applauso, mentre i calciatori uruguaiani, in un significativo gesto di sportività, lo portarono in trionfo a fine partita. Le parate di Tesoriere non bastarono però all'Argentina per vincere il torneo.

## Risultati
| Montevideo 12 ottobre 1924 | Argentina | 0 – 0 referto | Paraguay | Stadio Gran Parque Central (12.000 spett.)\| Arbitro: \| Minoli \| |
| Arbitro:                   | Minoli    |               |          |                                                                    |

| Arbitro: | Jara |

|                                            |           |  |
| Petrone 40’ 53’ 88’ Zingone 73’ Romano 78’ | Marcatori |  |

| Arbitro: | Minoli |

|                     |           |  |
| Sosa 5’ Loyarte 78’ | Marcatori |  |

| Arbitro: | Parodi |

|                                |           |       |
| Petrone 28’ Cea 66’ Romano 83’ | Marcatori | Rivas |

| Arbitro: | Pérez |

|                         |           |             |
| López 15’ 52’ Rivas 33’ | Marcatori | 6’ Arellano |

| Montevideo 2 novembre 1924 | Uruguay | 0 – 0 referto | Argentina | Stadio Gran Parque Central (20.000 spett.)\| Arbitro: \| Fanta \| |
| Arbitro:                   | Fanta   |               |           |                                                                   |

## Classifica finale
| Pos. | Squadra   | Pt | G | V | N | P | GF | GS | DR |
| ---- | --------- | -- | - | - | - | - | -- | -- | -- |
| 1.   | Uruguay   | 5  | 3 | 2 | 1 | 0 | 8  | 1  | +7 |
| 2.   | Argentina | 4  | 3 | 1 | 2 | 0 | 2  | 0  | +2 |
| 3.   | Paraguay  | 3  | 3 | 1 | 1 | 1 | 4  | 4  | 0  |
| 4.   | Cile      | 0  | 3 | 0 | 0 | 3 | 1  | 10 | -9 |

## Classifica marcatori
4 gol
- Petrone.

2 gol
- I. López e Rivas;
- Romano.

1 gol
- Sosa e Loyarte;
- Arellano;
- Cea e Zingone.

## Arbitri
- Servando Pérez
- Carlos Fanta
- Alberto Parodi
- Eduardo Jara
- Ángel Minoli